# Pičola (jezero)
Jezero Pičola, ki je v mestu Udaipur v indijski državi Radžastan, je umetno sladkovodno jezero, ustvarjeno leta 1362, poimenovano po bližnji vasi Pičoli. Je eno od več sosednjih jezer in se je razvilo v zadnjih nekaj stoletjih v slavnem mestu Udaipur in okoli njega. Jezera okoli Udaipurja so nastala predvsem z gradnjo jezov za zadovoljevanje potreb po pitni vodi in namakanju mesta in njegove soseske. Dva otoka, Džag Nivas in Džag Mandir, sta znotraj jezera in sta bila razvita z več palačami, ki zagotavljajo pogled na jezero.
Na jezeru so štirje otoki:
- Džag Nivas, kjer je zgrajena Jezerska palača.
- Džag Mandir, z istoimensko palačo.
- Mohan Mandir, od koder bi kralj opazoval letno praznovanje festivala Gangaur.
- Arsi Vilas, otoček, ki je bil skladišče streliva, a tudi majhna palača. To je zgradil eden od Maharan iz Udaipurja, da bi lahko užival v sončnem zahodu na jezeru. Je tudi zatočišče za različne ptice, vključno s čopastimi racami, liskami, belimi čapljami, čigrami, kormorani in vodomci.

Tri od številnih jezer, najdenih v bližini Udaipurja, ki se povezujejo z jezeroma Pičola in jezerom Svarop Sagar, povezana z obokanim mostom, ki ga je zgradil Maharana Svarop Singh (1842-1861), povezuje pa se z jezerom Fateh Sagar, kristalno čistim jezerom sredi gričev z drevesi in manjši Arsi Vilas.

## Dostop
Jezero Pičola je dostopno po cesti iz mesta Udaipur. Lokalni avtobusi, Tonga, avtomobilske rikše in taksiji zagotavljajo potreben prevoz. Jezero meji na muzej Bagore Ki Haveli, zaradi česar je dobra znamenitost. Udaipur pa je dobro povezan s cestnim omrežjem Golden Quadrilateral in leži enako oddaljeno, 650 kilometrov, od Delhija in Mumbaja po nacionalni cesti (NH) 8. Džaipur, glavno mesto Radžastana, je oddaljeno 6 ur vožnje po cesti in 3,5 ure vožnje od Ahmedabada do Udaipurja. Rajasthan Tourism upravlja redni avtobusni prevoz iz Delhija. Prav tako pade na vzhodno-zahodni koridor, ki se začne od Porbandarja in konča pri Silčarju ter seka Zlati štirikotnik in del tega je odsek od Udaipurja do Čitorja. 24 km od jezera je letališče Dabok, ki povezuje Delhi in Bombaj. Železniška postaja Udaipur in avtobusna postaja Maharana Pratap sta od jezera oddaljeni 3 km.

## Zgodovina
Jezero Pičola je bilo zgrajeno leta 1362. Govori se, da ga je zgradil banjara (Cigan), ime pa je dobil po bližnji vasi Pičoli, med vladavino Maharana Lakha. Kasneje je Maharana Udai Singh, navdušen nad čarom tega jezera v ozadju zelenih gričev, na bregovih jezera ustanovil mesto Udaipur in jezero tudi povečal z gradnjo kamnitega jezu v regiji Badipol.
Okolica jezera in več otokov v jezeru so se razvijali skozi stoletja s palačami, marmornatimi templji, družinskimi vilami, kopalnimi gati ali čabutarami (dvignjena ploščad, običajno znotraj dvorišča); nekateri izmed znanih so Jezerska palača (zdaj spremenjena v hotel) sredi jezera, imenovan tudi palača Pičola (na sliki) ali Džag Nivas na otoku Džag, Džag Mandir, Mohan Mandir (v severovzhodnem kotu jezera, ki ga je zgradil Džagat Singh med letoma 1628 in 1652), Mestna palača, Udaipur (Bansi Ghat), od koder vozijo čolni do vseh drugih delov jezera, otok Arsi Vilas, ki je zatočišče za ptice in Sitamata Zavetišče divjadi na zahodni obali jezera.
Na več lokacijah, kjer se jezero zoži, so zgradili okrasne ločne mostove, ki prečkajo vodno pot med bregovi.
Octopussy, film o Jamesu Bondu iz leta 1983, je bil posnet v okolici Jezerske palače in drugih dveh palač v Udaipurju (Šiv Nivas Palace in Monsunska palača).

## Hidrološke in tehnične podrobnosti
Potok Sisarma, pritok reke Kotra, odvaja povodje 55 km² iz [[pogorje Aravli|pogorja Aravali]g in prispeva k tokovom v jezeru. Povprečna letna količina padavin v jezerski kotlini je 635 milimetrov. Jezero ima površino okoli 696 ha. Dolgo je 4 kilometre in široko 3 kilometre, njegova globina pa se spreminja od najmanj 4,32 metra do največ 8,5 metra. V osrčju jezera je bila zgrajena palača, imenovana Jezerska palača, ki je danes preurejena v hotel. Ta palača, ki jo je leta 1746 iz marmorja zgradil Maharana Džagat Singh II., 62. naslednik kraljeve dinastije Mevar, se razprostira na 1,6 hektarja velikem otoku in naj bi bila tako impresivna kot Tadž Mahal. Na južnem koncu je bil zgrajen jez čez glavni pritok, da bi pripadnikom plemena Banjara olajšali prečkanje potoka z živalmi, ki so nosile žito. Po letu 1560 je Maharana Udai Sing II. okrepil jez (na višino 15,24 m), ko je okoli slikovitega jezera ustanovil mesto Udaipur. Hrib Maččala Magra, južno od kompleksa mestne palače, je del starega mestnega obzidja ter majhne utrdbe Eklinggarh in templja. Dejstvo, da so jezero Pičola zgradili nomadski Romi, dokazuje, da so vladarji Mevarja ljudi spodbujali k gradnji objektov za zbiranje vode.
V sušnih razmerah zaradi manjše količine padavin in degradacije povodja jezero postane suho (na sliki). Med letoma 1998 in julijem 2005 naj bi bila jezera Udaipur suha.

## Kakovost vode
Glede na študijo, ki jo je izvedel Centre of Advanced Study in Geology, Univerza v Pandžabu, ima kakovost vode v jezeru visoko vsebnost natrija in bikarbonata, kar se pripisuje celinskemu preperevanju zaradi antropogenega pritiska (pritok turistov), intenzivne razvojne dejavnosti na območju bazena in neprečiščene odplake iz komunalnih in gospodinjskih odplak v jezero. Polsušni pogoji območja, slana in alkalna tla/pogoji podzemne vode in preperevanje silikatnih kamnin, izpostavljenih v povodju, so ocenjeni kot razlogi za oskrbo z glavnimi ioni. Poročilo navaja to
Povečanje obremenitve s fosfati in posledično izčrpavanje silicijevega dioksida kaže na biološko porabo slednjega. Opazovani kemijski podatki jezera Pičola so bili uporabljeni za napoved mineralnih združb v karbonatnem in aluminosilikatnem sistemu. Dokazuje, da sta kalcit in dolomit možna minerala, ki sta v ravnovesju z jezerskim vodnim sistemom in da je kemija jezerske vode v območju stabilnosti kaolinita
Povprečje parametrov onesnaženosti, zabeleženih v naključnih intervalih v letih 2005–2006, kot je leta 2006 poročal Državni odbor za nadzor onesnaževanja Radžastana, je:
- Raztopljeni kisik 6,33 mg/L; pH vrednost št.8,27; BPK 2,66 mg/L; Nitrat 0,11 mg/L; Nitrit 0,0045 mg/L; Fekalni koliform 16 MPN/100; in skupni koliform 110 MPN/100.

Z oceno stanja kakovosti je bilo ugotovljeno, da je voda onesnažena in da je treba izvesti sanacijske ukrepe za izboljšanje stanja.
Študije, ki jih je izvedel Jheel Sanrakshan Samiti (Društvo za ohranjanje jezera Udaipur) – JSS – nevladna organizacija (NVO), ustanovljena leta 1992 za ekološko, limnološko in hidrološko ohranjanje jezerskega sistema Udaipur, so odkrile rast vodne hijacinte (Pontederia crassipes), jezersko dno pa je tudi pokrito z gosto preprogo potopljene vegetacije, prisotnostjo lebdečih mikroalg, ki so škodljive za javno zdravje, in tudi zatočišče različnih škodljivih organizmov. Zaradi te stopnje onesnaženosti je kloriranje in obdelava z drugimi kemikalijami neučinkovita, da bi voda postala pitna.

## Grožnje jezeru
Nekatera vprašanja, opredeljena kot vzroki za poslabšanje okolja Jezera, so:
- Onesnaženo zaradi odvajanja odplak neposredno v površinske odtoke ali površinsko vodno telo
- Obsežno in nenadzorovano rudarjenje marmorja in drugih mineralov vodi v močno krčenje gozdov na pobočjih hribov.
- Degradacija povodja in erozija tal povzročata odlaganje sedimentov v jezero in motnje v ekosistemu območja.
- Posegi
- Odlaganje trdnih, tekočih odpadkov, uničevanje potopitev in prekomerno izkoriščanje vode
- Slabo vladanje
- Pomanjkanje sodelovanja državljanov in zainteresiranih strani pri upravljanju jezera
- Zaradi poslabšane kakovosti vode je od 42 vrst rib, vključno z krapovcem mahserjem in vsemi večjimi krapi, preživelo le 17 vrst rib.

## Obnovitvena dela jezera
Koraki, ki so jih za obnovo jezer sprejele nevladne organizacije, kot je JSS in zadevne vladne organizacije, so:
- Vodna hijacinta je bila izkoreninjena
- Izvedeni biološki ukrepi
- Načrt kanalizacije je delno izveden.
- Projekt ohranjanja povodja Pičhola Watershed v vrednosti 34,2 milijona Rs, ki pokriva površino 12.702 ha in ga financira indijska vlada, je v izvajanju.

## Gallery
- Mestna palača ob jezeru Pičola
- Ghati na jezeru
- Džag Mandir
- Sončni zahod iz templja Karni Mata
- Jezerska palača